# Store Lyngby
Store Lyngby – miasto w Danii, w regionie Stołecznym, w gminie Hillerød.